# Bottlik József (jogász)
Bottlik József János (Budapest, 1874. január 23. – 1933. január 24.) Borsod vármegye főispánja.

## Élete
Bottlik József Budapesten szerezte meg állam- és jogtudományi doktorátusát. 1897-ben Borsod vármegye aljegyzője, majd 1901-ben a mezőcsáti járás főszolgabírója lett. 1914-ben választották meg megyei főjegyzőnek, majd helyettes alispán volt. 1917. július 7-én nevezték ki a vármegye főispánjává, míg Miskolc törvényhatósági jogú város főispáni teendőinek ellátására július 31-én – alig két hónapra – az akkori polgármestert, Nagy Ferencet bízták meg, majd Gedeon Aladár töltötte be ezt a – Miskolc város főispáni – pozíciót. Bottlik Borsod vármegyei főispáni tisztségéből saját kérésére való felmentését 1918. december 29-én hirdették ki (ugyanazon a napon, amikor Gedeon Aladár miskolci főispáni felmentését is). A megyei főispáni székbe ezt követően Balogh Zoltán, Miskolc rendőrkapitánya került. A miskolci Reggeli Hírlap 1933. január 26-i számában, a Bottlik József halálát bejelentő és méltató cikkében az írta, hogy „A főispáni tisztséget a forradalom kitöréséig megtartotta, és kitűnő szolgálataiért a király a Lipót-rend lovagkeresztjével tüntette ki.”
A Tanácsköztársaság alatt letartóztatták, és több hetet töltött Kassán, börtönben. A munkáshatalom bukása után Borsod vármegye kormánybiztos főispánja lett, de 1920-ban lemondott, mert országgyűlési választáson mérette meg magát – sikerrel: a mezőcsáti kerület képviseletében jutott be a parlamentbe, kisgazdapárti programmal. Az 1922-ben alakult Tiszajobbparti Mezőgazdasági Kamara elnöke volt haláláig, és ellátta a megye gazdasági bizottsági elnöki funkcióját is. Borsod vármegye a törvényhatóság örökös tagjává választotta. Méltatása szerint „…mint a gazdák érdekeit állandóan szemmel tartó és istápoló közéleti férfiú, számos cikket írt a vidéki és a budapesti lapokba. Alelnöke volt a Nemzeti Egység Pártjának és a borsodvármegyei kisgazda és fölmíves pártnak. … Volt idő, amikor miniszterelnöknek emlegették, és csak rajta múlott, hogy nem lett a kormány feje.”
1933-ban hunyt el, Tibolddarócon temették el, a családi sírboltban nyugszik.